# Hildebrando de Góis

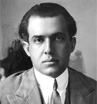
Hildebrando Gois

Hildebrando de Araújo Góis (Senhor do Bonfim,11 de novembro de 1899 — Rio de Janeiro, 9 de dezembro de 1980) foi um engenheiro e político brasileiro. 
Formado em engenharia pela Escola Politécnica do Rio de Janeiro, foi prefeito do então Distrito Federal, de 2 de fevereiro de 1946 a 16 de junho de 1947 e deputado federal pela Bahia de 1955 a 1963.